# Arkady
Arkady – oboczna forma imienia Arkadiusz.
Odpowiedniki w innych językach:
- łacina – Arkadius
- język niemiecki – Arkadi

Arkady imieniny obchodzi: 12 stycznia, 4 marca i 13 listopada.
Znane osoby noszący imię Arkady:
- Arkady Fiedler – pisarz i podróżnik
- Arkady Gajdar
- Arkadij Strugacki
- Arkadij Naiditsch